# Нойман, Отто
Отто Готтлиб Вильгельм Нойман (нем. Otto Gottlieb Wilhelm Neumann; 6 сентября 1884, Остероде, Восточная Пруссия — 26 ноября 1969, Бад-Пирмонт, ФРГ) — немецкий военный юрист, генеральный судья вермахта (Генералштабсрихтер). Доктор права. Военный преступник.

## Биография
Старший брат генерал-лейтенанта вермахта Фридриха-Вильгельма Ноймана.
С 1903 года изучал право в Мюнхенском университете. Затем три семестра в Кёнигсбергском университете, после чего поступил в Германскую имперскую армию.
Участник Первой мировой войны, служил советником военного трибунала. После войны в 1918 году вступил в Имперское финансовое министерство. В 1922 году получил степень доктора права в университете Бреслау.
После захвата власти национал-социалистами, будучи главой налоговой службы в Кёнигсберге, вступил в конфликт с режимом, когда членам партии было отказано в повышении по службе. Позже перешёл в военную юрисдикцию, где был восстановлен в 1934 году.
С 1 октября 1936 по 30 сентября 1942 года — верховный судья сухопутных войск, одновременно в 1937 году назначен председателем системы армейского права и начальником отдела армейского права Общего управления сухопутных войск (Главнокомандование Вермахта «Резерв»). В 1938 году организовал трибунал для солдат, принимавших участие в событиях Хрустальной ночи. С октября 1942 года — президент 1-го сената Имперского военного суда. После того, как 1 мая 1944 года военные судьи потеряли свой официальный статус и стали «офицерами специальной службы», Нойман не потерял звания, пока, по словам Вильгельма Кейтеля, «не стал препятствием» и не был уволен в отставку.
Попал в плен к американцам. Обвинённый в том, что он военный преступник, был экстрадирован французам и находился в заключении до своей реабилитации в 1949 году.